# Vĩnh Ninh, Vĩnh Tường
Vĩnh Ninh là một xã thuộc huyện Vĩnh Tường, tỉnh Vĩnh Phúc, Việt Nam.
Xã có diện tích 4,58 km², dân số năm 1999 là 4452 người, mật độ dân số đạt 972 người/km².